# Kramer Boy
| Årets häst    |               |                |
| 1996          | 1997          | 1998           |
| Zoogin        | Kramer Boy    | Viking Kronos  |
| Åke Svanstedt | Johnny Takter | Lutfi Kolgjini |

Kramer Boy, född 18 april 1993 i Vellinge, är en svensk varmblodig travhäst som tävlade mellan 1995 och 1998. Han tränades inledningsvis i Nordamerika av Jimmy Takter (1995–96) och kördes då av John Campbell eller Takter själv. I slutet av 1996 flyttades han över till Sverige och till brodern Johnny Takters träning (1996–1998).

## Karriär
Kramer Boy tävlade mellan 1995 och 1998 och sprang in 14,4 miljoner kronor efter att ha tagit 29 segrar på 61 starter. Han tog karriärens största segrar i Grosser Preis von Bild (1997), Gran Premio Continentale (1997), Gran Premio d'Europa (1997), Gran Premio Tino Triossi (1997), Breeders' Crown (1997), Sprintermästaren (1997), Campionato Europeo (1998), Gran Premio Della Lotteria (1998), Gran Premio Della Repubblica (1998), Gran Premio Duomo (1998) och Arvid Stjernswärds Minneslöpning (1998). Han har även kommit på andra plats i Svenskt Trav-Kriterium (1996), Canadian Trotting Classic (1996), Harry M. Zweig Memorial (1996), World Trotting Derby (1996) och Yonkers Trot (1996).

### Tiden som unghäst
Kramer Boy föddes upp av AB Lavec i skånska Vellinge, och skickades sedan över till Nordamerika för att tränas av Jimmy Takter. Kramer Boy tävlingsdebuterade redan som tvååring, och under debutsäsongen segrade han bland annat i Champlain Stakes Open, Walnut Hall Cup, och William Wellwood Memorial. Han kom även trea i Valley Victory Trot.
Under treåringssäsongen uteblev de större segrarna. Kramer Boy kom på andra plats i bland annat Canadian Trotting Classic, Harry M. Zweig Memorial, World Trotting Derby och Yonkers Trot. Under hösten 1996 åkte Kramer Boy över till Sverige för att delta i de större årgångsloppen. Han gjorde sin första start i Sverige i ett uttagningslopp till Svenskt Trav-Kriterium. Han kördes då av Jimmy Takters bror Johnny, och tillsammans segrade de i loppet och kvalificerade sig för finalloppet. I finalloppet kördes han av tränare Jimmy Takter, och ekipaget blev favoritspelat. Han galopperade dock tidigt i loppet, men lyckades ställa sig i trav och lyckades spurta till en andra plats bakom Remington Crown körd av Robert Bergh. I slutet av året tog Johnny Takter över träningen, och Kramer Boy stannade kvar i Sverige.

### In i världseliten
Som fyraåring 1997 blommade Kramer Boy ut rejält. Han tävlade flitigt i Italien, och segrade i flera miljonlopp, bland annat i Gran Premio Continentale, Gran Premio d'Europa och Gran Premio Tino Triossi. I Tyskland segrade han även i Grosser Preis von Bild. På svensk mark segrade han i både försök och final av Sprintermästaren på Halmstadtravet, även då spelad som jättefavorit. Kramer Boy blev utsedd till Årets häst 1997 för sina prestationer under året.
Som femåring 1998 fortsatte han att aktivt tävla i Italien, och segrade bland annat i Gran Premio Della Lotteria, Gran Premio Della Repubblica och Gran Premio Duomo. På svensk mark kom han på tredje plats i Jubileumspokalen. Hans sista storloppsseger tog han i Campionato Europeo på Ippodromo Savio i Cesena, där han kördes av Pietro Gubellini. Efter femåringssäsongen meddelades det att Kramer Boy avslutar sin tävlingskarriär för att istället vara verksam som avelshingst. Han exporterades till Italien 2010.
Han deltog i både 1997 och 1998 års upplaga av Elitloppet på Solvalla. Hans bästa placering blev en sjätteplats i finalheatet 1997.